# خلج (اوجار)
خلج (به لاتین: Xələc) یک منطقه مسکونی در جمهوری آذربایجان است که در شهرستان اوجار واقع شده‌است. خلج ۸۵۳ نفر جمعیت دارد.